# Institut technique agricole
Pour les articles homonymes, voir ITA.

Logo de l'Association de coordination technique agricole (ACTA) regroupant les Instituts techniques agricoles (ITA)

Un Institut technique agricole (ITA) est, en France, un organisme de recherche appliquée, spécialisé dans une production ou une filière agricole particulière. Ils conduisent des activités d'expérimentation, d'expertise, de diffusion de la connaissance et d'établissement des normes de qualité des produits.
Les ITA sont des organisations de droit privé (associations loi de 1901 ou Centres techniques industriels) gérés par les agriculteurs. Les instituts techniques agricoles reconnus par le ministère de l'Agriculture sont regroupés au sein de l'Association de coordination technique agricole (ACTA).

## Missions
Les missions des Instituts techniques agricole sont définies dans le Code rural dans le livre VIII, titre II consacré au développement agricole. Ils ont pour but de répondre aux besoins collectifs des acteurs économiques de leur secteur, en développant des activités techniques ou socio-économiques visant à améliorer la compétitivité des exploitations agricoles et leur adaptation aux attentes sociales dans le cadre des objectifs de développement durable, de qualité des produits, de protection de l'environnement.
Ils exercent les missions d'intérêt général suivantes :
- Analyse des besoins des exploitations et entreprises de leur secteur pour renforcer leur compétitivité et leur adaptation aux demandes sociales ;
- Mobilisation des connaissances (scientifiques, technologiques) et des savoir-faire pour mettre au point des procédés, des produits et des services innovants ;
- Réalisation d'activités de recherche appliquée à caractère collectif ou des activités de développement expérimental à caractère collectif ;
- Participation au développement de l'information scientifique et technique et contribution à la diffusion et à la valorisation des résultats de la recherche ;
- Réalisation d'expertises pour éclairer les décisions des entreprises et des administrations ;
- Participation à la définition de la qualité des produits de leur secteur dans le cadre des procédures de normalisation, de certification ou de qualification[3].

## Fonctionnement
Le budget de l’ensemble des Instituts techniques agricoles s’élève, en 2017, à 180 millions d'euros par an : 32% de cotisation volontaires obligatoires et taxes fiscales affectées, 26% provenant du compte d’affectation spéciale développement agricole et rural (CASDAR), 14% provenant d’appels à projets lancés par les ministères, les régions ou l'Union européenne et 28% de ressources propres. 
En 2017, les Instituts techniques agricoles représentent au total 1 610 collaborateurs (dont 1 222 docteurs, ingénieurs et techniciens). Chaque année, ils publient un total de 2 200 publications au sein de revues techniques professionnelles et dispensent plus de 1 400 formations. 

## Liste des instituts techniques agricoles membres de l'ACTA
- l'Association réunionnaise pour la modernisation de l’économie fruitière, maraîchère et horticole (ARMEFLHOR) ;
- Arvalis-Institut du végétal ;
- l'Institut technique de l'horticulture (Astredhor);
- le Centre d'étude et de valorisation des algues (CEVA) ;
- le Centre technique interprofessionnel des fruits et légumes (CTIFL);
- la Fédération nationale des producteurs de plants de pommes de terre (FN3PT);
- l'Institut pour le développement forestier (IDF) ;
- Institut français du cheval et de l'équitation (IFCE) ;
- l'IFIP-Institut du porc ;
- l'Institut français des productions cidricoles (IFPC) ;
- l'Institut français de la vigne et du vin (IFV);
- l'Institut de l'élevage ;
- l'Institut technique tropical (IT2) ;
- l'Institut technique de l'agriculture biologique (ITAB) ;
- l'Institut technique des filières avicole, cunicole et piscicole (ITAVI) ;
- l'Institut technique de la betterave (ITB) ;
- l'Institut technique interprofessionnel des plantes à parfum, médicinales, aromatiques et industrielles (ITEIPMAI) ;
- Terres Inovia.

## Autres instituts techniques agricoles
- partenaires de l’ACTA : Institut technique et scientifique de l’apiculture et de la pollinisation (ITSAP) ;
- adossés à l’ACTA : Association des producteurs de houblon de France (AGPH).